# Подлесный (Башкортостан)
Подле́сный (баш. Подлесный) — хутор в Ишимбайском районе Башкортостана. Входит в Иткуловский сельсовет.

## Географическое положение
Хутор расположен у кромки леса, отчего получил своё название.
Расположен на территории охотничьих угодий Ишимбайского района.
Расстояние до:
- районного центра Ишимбай: 30 км,
- центра сельсовета Верхнеиткулово: 14 км,
- ближайшей ж/д станции Салават: 48 км.

## Население
| 2002 | 2009 | 2010 |
| ---- | ---- | ---- |
| 11   | ↘8   | ↗10  |

## Инфраструктура
В Подлесном есть единственная улица Полевая.

## Достопримечательности
Недалеко от хутора есть запруда реки Караталки, исток реки Тайрук.

## Экономика
- Крестьянско-фермерское хозяйство.
- Республиканская база агротуризма.